# Anna Folkema

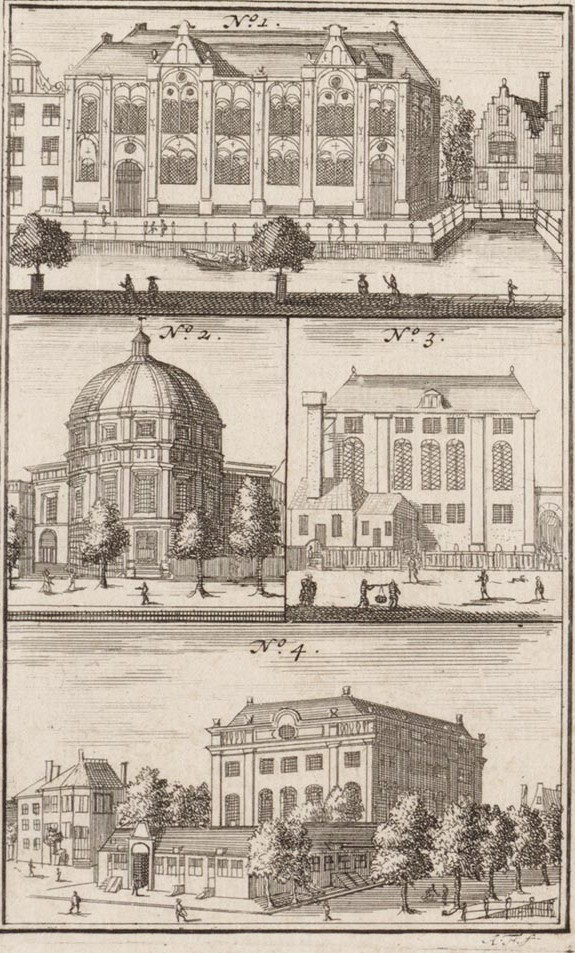
Anna Folkema - twee Lutherse kerken en twee Synagogen in Amsterdam, 1724

Anna Folkema (verm. Dokkum, 22 mei 1695 – Amsterdam, 8 oktober 1768) was een prentkunstenaar, miniatuurschilder, schilder en tekenaar. Zij was een dochter van Johannes Jacobsz. Folkema (ook: Folckama, †1735), goud- en zilversmid en graveur, en Brechtje Jacobs Faber (†Amsterdam, 1728). Anna Folkema had een zuster Fopje Folkema (†Amsterdam, 1752) en broer Jacob Folkema (†Amsterdam, 1767), met wie zij ook samenwerkte. Anna Folkema bleef ongehuwd.

## Biografie
Anna Folkema werd geboren in Dokkum. Haar vader, afkomstig uit Makkum, en haar moeder, afkomstig uit Enkhuizen, waren daar op 23 maart 1684 getrouwd. Rond 1708 verhuisde het gezin Folkema naar Amsterdam, waar het ging wonen aan de Westermarkt. Anna Folkema werd opgeleid door haar vader Johannes Jacobsz. Folkema. 

## Werken
Tot het werk van Anna Folkema behoren onder meer prenten van gebouwen en kerken in Amsterdam, tekeningen van kinderen, prenten van dwergen, een tekening van de schilder Johannes van Bronkhorst, portretten van de predikanten Johannes Boskoop, Pieter Schrijver, Martinus Snethlage en Jacobus Tyken. Van deze schilderijen maakte haar broer Jacob Folkema prenten. Ook een reeks portretten van leden van de Utrechtse familie Van Royen, van rond 1735, wordt aan Anna Folkema toegeschreven. 
Werk van Anna Folkema bevindt zich onder meer in de collectie van het Rijksmuseum.
- Bibliothèque nationale de France: cb14974003q (data)
- Biografisch Portaal: 18918791
- Digitale Bibliotheek voor de Nederlandse Letteren: folk009
- Gemeinsame Normdatei: 1038016797
- International Standard Name Identifier: 0000 0003 6107 3951
- Library of Congress Control Number: no2007002857
- Nederlandse Thesaurus van Auteursnamen: 242620973
- RKD-Nederlands Instituut voor Kunstgeschiedenis: 28477
- Système universitaire de documentation: 159753325
- Union List of Artist Names: 500139144
- Virtual International Authority File: 223447390
- WorldCat: E39PBJwHdVqrY3QH7CfbyWYkjC